# Ataenius columbicus
Ataenius columbicus är en skalbaggsart som beskrevs av Edgar von Harold 1880. Ataenius columbicus ingår i släktet Ataenius och familjen Aphodiidae. Inga underarter finns listade.